# Guyanaströmmen
Guyanaströmmen är en nordgående havsström i västra delen av Atlanten, utanför Sydamerikas nordöstra kuststräcka. Strömmen är permanent och ingår i ett större system av ekvatorialströmmar som en förlängning av Södra ekvatorialströmmens nordliga gren. En gren av strömmen fortsätter in i Karibiska havet där den bildar Karibiska strömmen, och en annan del går norr om Antillerna och övergår där i Antillerströmmen.